# Laccodytes phalacroides
Laccodytes phalacroides är en skalbaggsart som beskrevs av Régimbart 1895. Laccodytes phalacroides ingår i släktet Laccodytes och familjen dykare. Inga underarter finns listade i Catalogue of Life.